# Belkinove pripovijesti
Belkinove pripovijesti (puni naziv Pripovijesti pokojnog Ivana Petroviča Belkina) - ciklus pripovijesti Aleksandra Sergejeviča Puškina.
Djelo se sastoji od predgovora i pet pripovijesti:
1. Hitac
2. Mećava
3. Pogrebnik
4. Upravitelj poštanske stanice
5. Gospođica-seljanka

## Povijest nastanka
Pripovijesti su prvo dovršeno prozno Puškinovo djelo. Sve su napisane u selu Veliko Boldino ujesen 1830. Prema autorovom datiranju, pripovijesti su dovršene:
- Pogrebnik - 9. rujna;
- Upravitelj poštanske stanice - 14. rujna;
- Gospođica-seljanka - 20. rujna;
- Hitac - 14. listopada;
- Mećava - 20. listopada.

Predgovor Od izdavača datira otprilike u drugu polovicu listopada ili 31. listopada - početak studenog 1830.
Puškin je napisao svaku pripovijest u stilu određenih književnih pravaca: Hitac je romantičarska pripovijest, Mećava, Upravitelj poštanske stanice i Gospođica-seljanka su sentimentalne pripovijesti, a Pogrebnik sadrži elemente gotičke pripovijetke. U djelu je prisutna tema "malog čovjeka", koja se osobito razvija u Upravitelju.
Ciklus pripovijesti je u potpunosti, uključujući i predgovor "izdavača", bio objavljen u knjizi Pripovijesti pokojnog Ivana Petroviča Belkina, koje je izdao A.P. u Sankt Peterburgu 1831.
Mišljenja suvremenika o cijelom ciklusu bila su podijeljena. Po mišljenju Bjelinskog, "pripovijesti su bile nedostojne njegova [Puškinova] talenta", dok ih je A. Grigorjev visoko cijenio.

## Sadržaj
Knjiga započinje uvodom u kojem se Puškin pretvara da je izdavač Belkinovih priča. Same priče nisu međusobno povezane, osim što se u uvodu spominje da su to priče koje su razna lica ispripovijedala nedavno preminulom zemljovlasniku Ivanu Petroviču Belkinu.
Belkin je izmišljeni Puškinov lik, a njegova se kratka biografija opisuje u predgovoru knjige. To je mladi veleposjednik sela Gorjuhina koji je preminuo 1828. u tridesetoj godini. Za života je bio nezainteresiran za vođenje imanja, a vrijeme je provodio baveći se književnim radom. Osim u ciklusu, Belkin se pojavljuje i kao autor Povijesti sela Gorjuhina.

### Od izdavača
Uvod sadrži tobožnje objašnjenje izdavača i pismo nekog veleposjednika, sa šturom Belkinovom biografijom.
Riječ izdavača je napisana s dozom humora. Npr., na početku uvoda izdavač piše o pismu: "Objavljujemo ga bez ikakvih promjena i primjedbi...", međutim, pismu su dalje dodane dvije napomene i skriveni dio teksta. To stvara zaigrani lik "prostodušnog" ili "naivnog izdavača", koji kao da ne primjećuje proturječje u vlastitim riječima. Također u pismu piše: "Vaše cijenjeno pismo od 15. ovog mjeseca imao sam čast primiti 23. istog mjeseca...", no ono nosi datum od 16. studenog što pokazuje da je odgovor bio napisan prije primitka samog pisma.

### Hitac
Umirovljeni vojnik Silvije pripovijeda o uvredi koju mu je nanio mladi obješenjak. Pronalazi ga nakon sedam godina i traži zadovoljštinu.

### Mećava
Radnja se odvija 1811., nakon pohoda ruske vojske u inozemstvo. Glavna junakinja, Marija Gavrilovna, zaljubi se u zastavnika Vladimira Nikolajeviča i odluči pobjeći s njim, no zabunom se uda za husarskog pukovnika Burmina.

### Pogrebnik
Trgovački pomoćnik B.V. pripovijeda o strašnom snu pogrebnika Adriana Prohorova.

### Upravitelj poštanske stanice
Dunju, lijepu i koketnu kćer Simeona, upravitelja male poštanske stanice, otima mladi husar Minski.

### Gospođica-seljanka
Djevojka K.I.T. pripovijeda Belkinu ljubavnu priču o dvoje mladih, Alekseju, sinu veleposjednika Ivana Petroviča Berestova, i Lizi, kćeri Grigorija Ivanoviča Muromskog, veleposjednika anglofila.